# Emnambithi-Ladysmith
Emnambithi-Ladysmith – gmina w Republice Południowej Afryki, w prowincji KwaZulu-Natal, w dystrykcie Uthukela. Siedzibą administracyjną gminy jest Ladysmith.